# Kemboja
Kemboja is een bestuurslaag in het regentschap Tanjung Pinang van de provincie Riau-archipel, Indonesië. Kemboja telt 11.324 inwoners (volkstelling 2010).